# N4. Tower
La N4. Tower est un gratte-ciel résidentiel construit à Osaka au Japon, sur l'île Nakano-shima, en 2009. Sa hauteur est de 116 mètres. 
La surface de plancher de l'immeuble est de 39 069 m2 pour 349 logements.
L'immeuble a été conçu par la société Takenaka Corporation.